# Matsubushi
Matsubushi (松伏町 Matsubushi-machi?) es un pueblo en la prefectura de Saitama, Japón, localizado en el centro-este de la isla de Honshū, en la región de Kantō. El 1 de marzo de 2021 tenía una población estimada de 28 494 habitantes y una densidad de población de 1759 personas por km².

## Geografía
Matsubushi está localizado en la meseta de Shimōsa, en el este de la prefectura de Saitama, en el tramo central del río Edogawa. Limita con las ciudades de Kasukabe, Yoshikawa y Koshigaya en Saitama, y con Noda en la prefectura de Chiba.

## Historia
El área de Matsubushi era parte de la provincia de Shimōsa antes del período Meiji. La villa de Matsubushiryo fue creada dentro del distrito de Kitakatsushika el 1 de abril de 1889. Fue renombrado Matsubushi el 1 de abril de 1956 y elevado al estatus de pueblo el 1 de abril de 1969.

## Demografía
Según los datos del censo japonés, la población de Matsubushi ha crecido rápidamente en los últimos 50 años.
| Gráfica de evolución demográfica de Matsubushi entre 1940 y 2015 |
|                                                                  |
| Oficina de Estadística de Japón                                  |